# Geta (empereur romain)
Pour les articles homonymes, voir Geta.
Geta (parfois francisé en Gète ; Lucius Publius Septimius Antonius Geta), né le 27 mai 189 et mort le 26 décembre 211, est un empereur romain qui règne en 211. Geta est d'origine libyco-punique par son père — l'empereur Septime Sévère, né en Tripolitaine — et syrienne par sa mère, Julia Domna. En 211, il hérite de l'Empire romain avec son frère aîné Caracalla, qui le fait assassiner peu de temps après la mort de leur père pour gouverner seul.

## Biographie
Geta est né Septimius Geta en 189, le 27 mai d'après l'Histoire Auguste, qui se contredit sur le lieu de naissance, Rome ou Milan,. Il tient son nom de son grand-père paternel. Cadet de la famille, il a toujours été le préféré, surtout aux yeux de Julia Domna sa mère, qui trouve que Geta a un caractère plus doux et plus réfléchi que son frère aîné Caracalla. 
Les deux frères n'ont qu'un an de différence et se sont pourtant toujours détestés. Cette haine viendrait du fait que déjà, dès le plus jeune âge, les frères n'aiment pas du tout les mêmes choses. Caracalla est passionné de guerre, d'armée, tandis que Geta est plus intéressé par les choses de l'esprit. Il est d'ailleurs préféré par le Sénat. Ils sont également très différents de caractère. On dit de Caracalla qu'il est irascible et cruel alors que Geta est doux, sensible, et de physionomie plus agréable. En revanche, les historiens s'accordent à dire que ses mœurs ne valent pas mieux que celles de son aîné.
En juin 198, alors qu'il n'a que 9 ans, il est nommé César par son père. Le même jour, son frère devient Auguste (co-empereur).
À la fin de l'année 209, il est nommé Auguste (co-empereur), c'est la première fois dans l'histoire romaine que trois empereurs règnent conjointement.

### La chute de Plautien
Plautien est un noble très ambitieux et devenu très puissant au service de Septime Sévère. Il est son préfet du prétoire, collègue de Geta au consulat en 203. Septime Sévère marie son fils aîné Caracalla à la fille de Plautien. Avisé d'un complot de Plautien visant à assassiner Caracalla, Geta informe son père et son frère : Plautien est déchu. Caracalla le fait assassiner en 205 avec l'accord de son père. De son côté, Geta est honoré : une statue de bronze est érigée sur le forum.

### Campagne de Bretagne
Lors de la campagne de Bretagne, Septime Sévère décide de prendre ses deux fils avec lui pour les éloigner des plaisirs de la ville de Rome, de leur faire connaître la vie sobre des soldats, et aussi dans le but de les éloigner des mauvais conseillers de la capitale qui aggravent leur rivalité. Sévère veut leur faire prendre de la distance par rapport à ce milieu néfaste, essayant de les rapprocher en leur faisant exercer le pouvoir et contrôler les armées. Concrètement, Sévère veut les préparer à lui succéder. En 209, il laisse Geta avec sa mère Julia Domna à Eboracum où il gouverne la Bretagne inférieure pendant que Sévère part avec Caracalla conclure un traité avec les Calédoniens. À leur retour, la santé de Septime Sévère se détériore et il meurt. Son projet de réconcilier ses deux fils échoue. Les derniers instants de sa vie sont rythmés par les complots de son fils aîné contre lui et contre le jeune Geta.
Cependant, les deux frères, accédant à la tête de l'empire ensemble, semblent se réconcilier à leur retour à Rome pour rendre les derniers hommages à leur père. La première décision prise par les deux frères peu après la mort de leur père est de faire la paix avec les Calédoniens une fois pour toutes, de ramener tant bien que mal les frontières au mur d'Hadrien et de diviser la Bretagne en deux provinces. Vu leur mésentente, les deux frères envisagent de se partager l'empire, l'occident pour Caracalla et l'orient pour Geta. Julia Domna met un terme au projet car elle ne veut pas voir l'œuvre de son mari disparaître.

### Complots et mort
À leur retour de Bretagne, le semblant de « réconciliation » ne dure pas, chacun ayant peur de se faire tuer par l'autre. Ils ne voyagent pas ensemble, ne mangent pas ensemble, ne se déplacent jamais sans leur garde rapprochée. Une fois à Rome, la cour doit se partager, un jour partisan de Caracalla, l'autre jour partisan de Geta. En revanche, les classes supérieures de la société préfèrent Geta car Caracalla a augmenté l'impôt.
Une fois rentrés à Rome, chacun tente d'éliminer son rival, craignant les soldats et les partisans de l'autre. Caracalla implique sa mère dans son projet, lui demandant d'organiser une réunion de famille pour le réconcilier avec son frère, d'inviter celui-ci et de stipuler qu'il vienne seul. Les deux jeunes gens arrivent apparemment seuls chez leur mère Julia Domna ; à peine Geta arrivé, des partisans de Caracalla surgissent et le poignardent dans les bras de sa mère.
Caracalla se rend alors dans les camps des prétoriens et raconte qu'il a été victime d'un complot de Geta, et que le seul moyen d'en sortir a été de tuer son frère.
Lors d'un conseil du sénat, Caracalla se justifie auprès d'eux, en prenant comme exemple Romulus et Néron qui ont dû comme lui assassiner leur frère (Rémus et Britannicus) pour le bien de l'empire. Hérodien stipule que le discours de Caracalla se tient car « il étayait des considérations théologiques que nul ne pouvait réfuter ». Il exprime son idée avec une phrase de la mythologie : « Zeus exerce seul parmi les dieux la souveraine puissance, ainsi en fait-il don à un seul homme ». Le sénat et les autres membres de l'empire prennent toutefois très mal le meurtre de Geta, et Caracalla les aide à l'accepter grâce à un octroi de blé ou d'argent ; il fait également assassiner tous les partisans de Geta (plus de 20 000 nous dit Dion Cassius) dont le fils de Pertinax ou la sœur[Laquelle ?] de Commode. Caracalla interdit aussi à sa mère de pleurer son fils et lui donne en échange le pouvoir de gouverner les affaires internes, tandis que Caracalla s'occupe de l'armée. Appliquant la damnatio memoriae, Caracalla fait effacer le nom et l'image de Geta des institutions, détruire les statues à son effigie, fondre les monnaies qui le représentaient, remplace le nom de Geta sur la dédicace de l'Arc de Septime Sévère à Rome par une ligne banale.

## Noms et titres

### Noms successifs
- 189, naît Lucius Septimus Geta à Milan.
- 198, fait César par son père : Publius Septimius Geta Caesar.
- 209, fait Auguste par son père[14].
- 211, devient coempereur avec Caracalla à la mort de son père : Imperator Caesar Publius Septimius Geta Augustus Britannicus.
- 212, titulature à sa mort : Imperator Caesar Publius Septimius Geta Augustus Britannicus, Tribuniciae Potestatis IV, Consul II, Pater Patriae.

Cette politique dynastique s'étend à toute la famille impériale (la domus divina). Julia Domna est elle-même Augusta. Et toute la famille est associée à la divinité et est considérée comme des dieux.

### Titres et magistratures
- Consul en 205 et 208.
- Détient la Puissance tribunicienne à partir de 209[2].

## Découverte à Desvres
Du 25 octobre au 2 novembre 2004, l'institut national de Recherches Archéologiques Préventives a réalisé un diagnostic archéologique à Desvres (Pas-de-Calais) où a été faite la découverte d'une borne milliaire sur laquelle apparaissent les noms de Septime Sévère, Caracalla et Geta. Ce document date du règne de Septime Sévère (193-211). Les noms des trois personnages sont suivis du titre de leur fonction d'Auguste.